# Székicsér
A székicsér (Glareola pratincola) a madarak osztályának lilealakúak (Charadriiformes) rendjébe, ezen belül a székicsérfélék (Glareolidae) családjába tartozó faj.

## Rendszerezése
A fajt Carl von Linné svéd természettudós írta le 1766-ben, a Hirundo nembe Hirundo Pratincola néven.

## Alfajai
- Glareola pratincola erlangeri Neumann, 1920
- Glareola pratincola fuelleborni Neumann, 1910
- Glareola pratincola pratincola (Linnaeus, 1766)
- Glareola pratincola riparia Clancey, 1979[2]

## Előfordulása
Európa, Délnyugat-Ázsia és Észak-Afrika területén fészkel. Telelni Afrika trópikus részére vonul. Természetes élőhelyei a félsivatagok, kiszáradt legelők, tavak, folyók és patakok környéke. Vonuló faj.

### A Kárpát-medencei előfordulása
Magyarországon rendszeres fészkelő. Áprilistól szeptemberig lehet észlelni a Hortobágyon, a Nagykunságban és ritkábban a Duna–Tisza közén.

## Megjelenése
Testhossza 25 centiméter, szárnyfesztávolsága 60–65 centiméter, testtömege pedig 70–95 gramm közötti.
Nagy szeme, hegyes szárnya és villás farka mind a levegőben való vadászatot szolgálja. Torkán jellegzetes folt van, fekete kerettel.
|  |  |

## Életmódja
Általában a levegőben kapkodja el rovarokból és más ízeltlábúakból álló táplálékát, de a talajon is keresgél.

## Szaporodása
Talajra, sekély mélyedésbe rakja fészkét. Fészekalja 3 tojásból áll, melyen a két szülő 17-18 napig kotlik. Fiókái fészekhagyók.
|  |

## Természetvédelmi helyzete
Az elterjedési területe rendkívül nagy, egyedszáma ugyan csökken, de még nem éri el a kritikus szintet. A Természetvédelmi Világszövetség Vörös listáján nem fenyegetett fajként szerepel. Európában nem fenyegetett fajként tartják nyilván. Magyarországon fokozottan védett, természetvédelmi értéke 500 000 Ft. Fészkelő-állománya 20-40 párra tehető (2008-2012), jóval nagyobb állományról csökkent, erre a szintre.

## Érdekesség
A fajról egy utcát neveztek el Budapest XVII. kerületében, a Madárdombon.